# Scheffau am Wilden Kaiser
Scheffau ist eine Gemeinde und ein Dorf mit 1552 Einwohnern (Stand 1. Jänner 2024) im Bezirk Kufstein, Tirol, in Österreich.

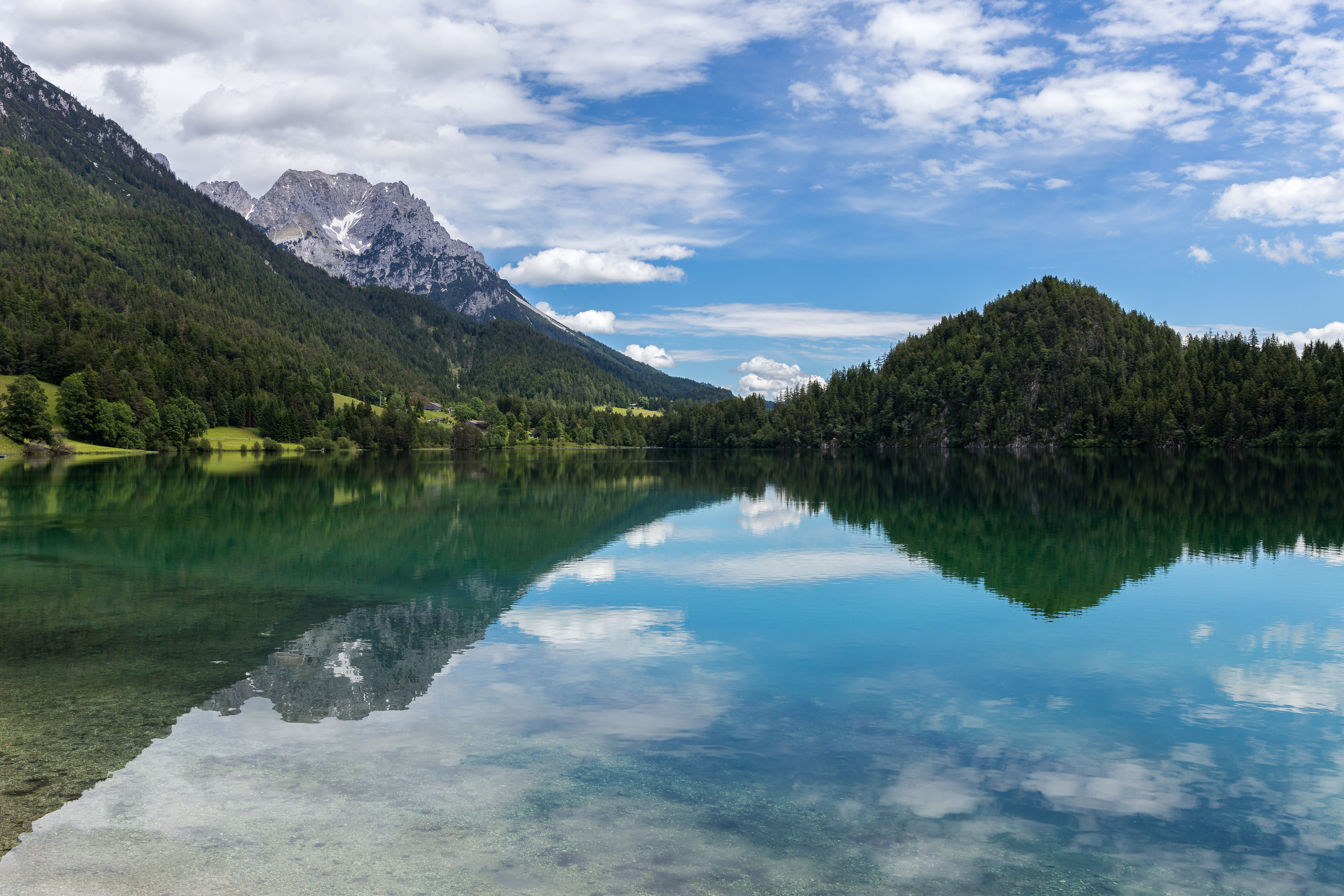
Hintersteinersee mit dem Tuxeck im Hintergrund.

## Geografie
Der Ort Scheffau liegt am Fuße des Naturschutzgebietes Wilder Kaiser auf 752 Meter Höhe im Sölllandl. Das Gemeindegebiet wird im Süden von der Weißache in 660 bis 700 Meter Meereshöhe durchflossen. Nach Nordosten steigt das Land zuerst flach, dann steiler werdend zum westlichen Kamm des Wilden Kaiser auf über 2000 Meter an. Im Westen liegt auf 883 Meter Seehöhe der Hintersteiner See. Der Norden fällt sanft zum Gaisbach ab, der die nördliche Gemeindegrenze bildet.
Die Gemeinde ist 3145 Hektar groß. Davon entfallen 58 Prozent auf Wald, 14 Prozent werden landwirtschaftlich genutzt und 13 Prozent sind Almen.
Berge
- Scheffauer, 2111 m
- Sonneck, 2260 m
- Treffauer, 2306 m
- Tuxeck, 2226 m

Berghütten und Almen
- Kaindlhütte
- Stöfflhütte
- Walleralm
- Wegscheidalm

### Gemeindegliederung
- Dorf
- Am Trattenbach
- Bärbichl
- Blaiken
- Bruggenmoos
- Gaisberg
- Hinterstein
- Leiten
- Niederachen
- Oberau
- Oberfeld
- Ötting
- Schwarzach
- Seebach
- Sonnwies
- Steinberg
- Wegscheid

Die Gemeinde liegt im Gerichtsbezirk Kufstein.

### Nachbargemeinden
|      | Kufstein                                    |        |
| Söll | Kompassrose, die auf Nachbargemeinden zeigt | Ellmau |
|      | Söll                                        |        |

## Geschichte
Scheffau heißt wörtlich übersetzt „die schiefe Au“. Im Mittelalter bezeichnete man als Au eine feuchte Wiese und später begrünte Fläche.
Scheffau wird in einer Traditionsnotiz von Kloster Baumburg aus den Jahren 1157–1164 ersturkundlich als „Scefenǒwen“ erwähnt. Kleinere Rohssiedlungen von Bajuwaren weisen jedoch schon in das 9. Jahrhundert zurück.
Bis 1504 gehörte Scheffau politisch zum Herzogtum Bayern. Erst nach Ende des bayerischen Erbfolgekrieges wurde das Gemeindegebiet mit den Gerichten Kufstein, Rattenberg und Kitzbühel mit Tirol vereinigt. Anfang des 19. Jahrhunderts erfolgte die Bildung einer politischen Gemeinde unter bayerischer Verwaltung. 1865 wurde die Gemeinde Scheffau schließlich selbständig.

### Bevölkerungsentwicklung
| Scheffau am Wilden Kaiser: Einwohnerzahlen von 1869 bis 2024 | Scheffau am Wilden Kaiser: Einwohnerzahlen von 1869 bis 2024 | Scheffau am Wilden Kaiser: Einwohnerzahlen von 1869 bis 2024 | Scheffau am Wilden Kaiser: Einwohnerzahlen von 1869 bis 2024 | Scheffau am Wilden Kaiser: Einwohnerzahlen von 1869 bis 2024 |
| ------------------------------------------------------------ | ------------------------------------------------------------ | ------------------------------------------------------------ | ------------------------------------------------------------ | ------------------------------------------------------------ |
| Jahr                                                         |                                                              |                                                              |                                                              | Einwohner                                                    |
| 1869                                                         | 1869                                                         |                                                              | 621                                                          | 621                                                          |
| 1880                                                         | 1880                                                         |                                                              | 640                                                          | 640                                                          |
| 1890                                                         | 1890                                                         |                                                              | 648                                                          | 648                                                          |
| 1900                                                         | 1900                                                         |                                                              | 643                                                          | 643                                                          |
| 1910                                                         | 1910                                                         |                                                              | 644                                                          | 644                                                          |
| 1923                                                         | 1923                                                         |                                                              | 623                                                          | 623                                                          |
| 1934                                                         | 1934                                                         |                                                              | 619                                                          | 619                                                          |
| 1939                                                         | 1939                                                         |                                                              | 628                                                          | 628                                                          |
| 1951                                                         | 1951                                                         |                                                              | 715                                                          | 715                                                          |
| 1961                                                         | 1961                                                         |                                                              | 787                                                          | 787                                                          |
| 1971                                                         | 1971                                                         |                                                              | 869                                                          | 869                                                          |
| 1981                                                         | 1981                                                         |                                                              | 1.014                                                        | 1.014                                                        |
| 1991                                                         | 1991                                                         |                                                              | 1.075                                                        | 1.075                                                        |
| 2001                                                         | 2001                                                         |                                                              | 1.208                                                        | 1.208                                                        |
| 2011                                                         | 2011                                                         |                                                              | 1.311                                                        | 1.311                                                        |
| 2021                                                         | 2021                                                         |                                                              | 1.557                                                        | 1.557                                                        |
| 2024                                                         | 2024                                                         |                                                              | 1.552                                                        | 1.552                                                        |
| Quelle(n): Statistik Austria, Gebietsstand 1.1.2021          |                                                              |                                                              |                                                              |                                                              |

## Kultur und Sehenswürdigkeiten

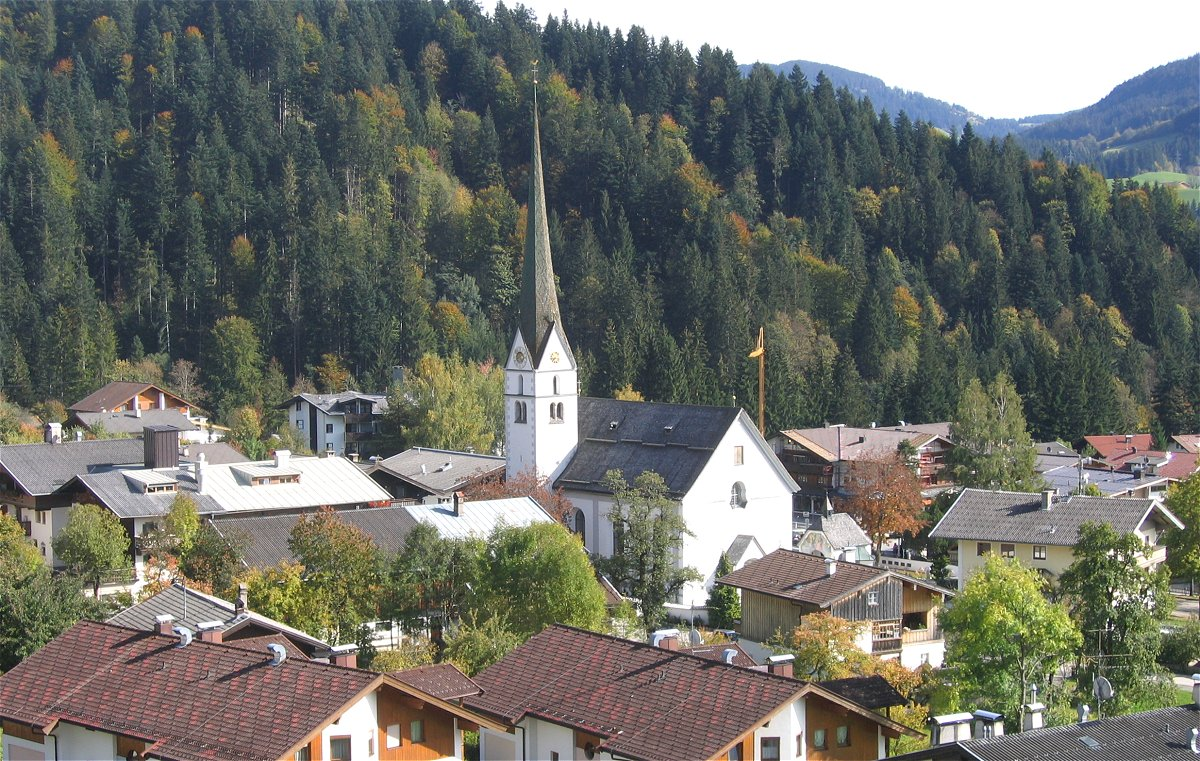
Pfarrkirche Scheffau am Wilden Kaiser

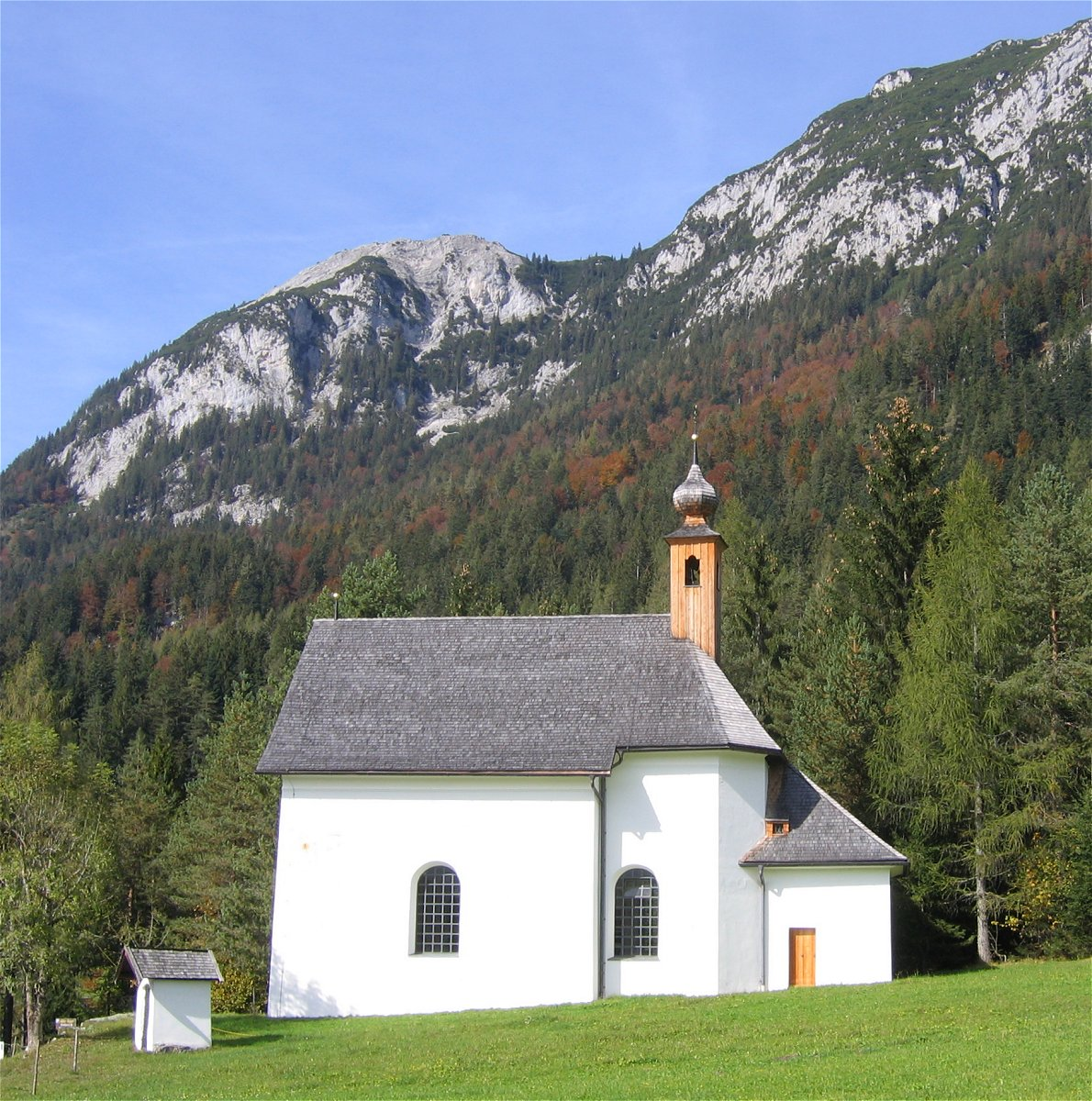
Bärnstattkapelle

- Katholische Pfarrkirche Scheffau am Wilden Kaiser Hll. Johannes der Täufer und Johannes Evangelist
- Bärnstattkapelle zum Leidenden Heiland
- Steinbergkapelle
- Hintersteiner See
- Rehbachklamm

## Wirtschaft und Infrastruktur
Der Ort lebt hauptsächlich vom Tourismus. So zählt die Gemeinde etwa 2000 Gästebetten in allen Kategorien.

### Wirtschaftssektoren
Von den 56 landwirtschaftlichen Betrieben des Jahres 2010 wurden 19 im Haupt-, 32 im Nebenerwerb, einer von einer Personengemeinschaft und vier von juristischen Personen geführt. Im Produktionssektor sind 31 Erwerbstätige im Bereich Herstellung von Waren und 15 in der Bauwirtschaft beschäftigt. Die größten Arbeitgeber im Dienstleistungssektor sind die Bereiche Beherbergung und Gastronomie (111), soziale und öffentliche Dienste (87), Verkehr (58) und der Handel (49 Beschäftigte).
| Wirtschaftssektor            | Anzahl Betriebe | Anzahl Betriebe | Erwerbstätige | Erwerbstätige |
| Wirtschaftssektor            | 2011            | 2001            | 2011          | 2001          |
| ---------------------------- | --------------- | --------------- | ------------- | ------------- |
| Land- und Forstwirtschaft 1) | 56              | 64              | 49            | 48            |
| Produktion                   | 8               | 7               | 46            | 20            |
| Dienstleistung               | 110             | 82              | 346           | 410           |

1) Betriebe mit Fläche in den Jahren 2010 und 1999
| Im Jahr 2011 lebten 621 Erwerbstätige in Scheffau. Davon arbeiteten 265 in der Gemeinde, beinahe sechzig Prozent pendelten aus. Die Anzahl der Übernachtungen stieg von 266.000 im Jahr 2010 auf 293.000 im Jahr 2019. Der Jahreslauf zeigt eine Spitze mit 54.000 Übernachtungen im Februar und eine längere, dafür etwas kleinere Sommersaison von Juni bis September. | Hier fehlt eine Grafik, die leider im Moment aus technischen Gründen nicht angezeigt werden kann. Wir arbeiten daran! |

### Verkehr
- Eisenbahn: Der nächste Bahnhof ist im zwanzig Kilometer entfernten Kufstein.[8]
- Straße: Die wichtigste Straßenverbindung ist die Loferer Straße B178.

## Politik

### Gemeinderat
Die Gemeinderat hat 13 Mitglieder.
- Mit den Gemeinderats- und Bürgermeisterwahlen in Tirol 1998 hatte der Gemeinderat folgende Verteilung: 6 Scheffau Aktiv, 5 Scheffauer Fortschritt - Bürgermeister Josef Werlberger und 2 Bauern und Grundbesitzer.[9]
- Mit den Gemeinderats- und Bürgermeisterwahlen in Tirol 2004 hatte der Gemeinderat folgende Verteilung: 7 Scheffau Aktiv, 4 Scheffauer Fortschritt und 2 Bauern und Grundbesitzer.[10]
- Mit den Gemeinderats- und Bürgermeisterwahlen in Tirol 2010 hatte der Gemeinderat folgende Verteilung: 6 Aktiv-Bürgermeister Rupert Soder, 5 Mein Scheffau und 2 Scheffauer Zukunft.[11]
- Mit den Gemeinderats- und Bürgermeisterwahlen in Tirol 2016 hatte der Gemeinderat folgende Verteilung: 7 MS–Mein Scheffau, SZA–Scheffauer Zukunft Aktiv und 2 GFS–Gemeinsam Für Scheffau.[12]
- Mit den Gemeinderats- und Bürgermeisterwahlen in Tirol 2022 hat der Gemeinderat folgende Verteilung: 8 Mein Scheffau (MEI SCHE), 2 Scheffauer Zukunft Aktiv (ZUKUNFT), 2 Bauern und Grundbesitzer (BUGB), 1 Gemeinsam für Scheffau (GEMEINSA).[13]

### Bürgermeister
- bis 2004 Josef Werlberger
- 2004–2016 Rupert Soder (ÖVP)
- seit 2016 Christian Tschugg (Mein Scheffau)[14]

### Wappen
Das 1972 verliehene Gemeindewappen zeigt „In Silber über grünem linken Schrägfuß einen schwarzgezungten goldendbewehrten schwarzen Adlerkopf“. Der linke Schrägfuß in Grün symbolisiert die sanft geneigte Geländeform, die schiefe Au. Der Adler weist auf das zerklüftete Kaisergebirge hin, wo sie heute wieder leben. Die Farben Grün und Grau sind auch die Farben der Fahne Scheffaus.

## Persönlichkeiten
- Ingrid Salvenmoser, Skirennläuferin
- Thomas Einwaller, Fußballschiedsrichter